# ONE PIECE アンリミテッドクルーズ
『ONE PIECE アンリミテッドクルーズ』（ワンピース アンリミテッドクルーズ）は、バンダイナムコゲームスより発売された、尾田栄一郎原作の漫画・アニメ『ONE PIECE』を題材としたアクションアドベンチャーゲーム。
2007年に発売された『ONE PIECE アンリミテッドアドベンチャー』の続編。Wii専用ソフトとして2008年9月11日に『エピソード1 波に揺れる秘宝』（エピソードワン なみにゆれるひほう）が、2009年2月26日に『エピソード2 目覚める勇者』（エピソードツー めざめるゆうしゃ）が発売された。2作とも「みんなのおすすめセレクション」として廉価版が発売。
2011年5月26日、2作をまとめて新要素を追加したニンテンドー3DS専用ソフト『ONE PIECE アンリミテッドクルーズ スペシャル』（ワンピース アンリミテッドクルーズ スペシャル）が発売された（当初は4月7日発売予定であったが、東日本大震災などの影響で発売日が延期となった）。

## システム
冒険の流れ
拠点のサニー号から各島に上陸し、探索しながら進めていく。島を探索中に敵を全て倒さねば先に進めない強制バトルが発生することがある。エピソード2の最高難易度「UNLIMITED」ではこの強制バトルで、一部のボスキャラが出現する。各島にはそれぞれミッション発動地点というイベントポイントがあり、イベントを発生させるには提示されたアイテムとガブリポイントを消費しなければならない。クリアすると新たな道が切り開かれる。島には謎の植物があり、そこから出現したボスを倒すとストーリーが進行する。
データ引き継ぎ
1度シナリオをクリアすると、一部データを引き継いだ状態で始めからプレイできるようになる。Wii版ではエピソード1からエピソード2に、3DS版では前編から後編にデータを引き継げる。引き継がれるデータは、HP・SPの最大値と修得した技のレベル、データベースの一部、マップ開示率など。また、2周目開始時に難易度を選択できるようになる。難易度は「NORMAL」「HARD」「VERY HARD（エピソード2はUNLIMITED）」の3種類。難易度が上がればプレイキャラのHP・SP、技レベルの上限が上がるが、敵のHPと攻撃力もそれぞれ上がる。
ステータス
ステータスはHPとSPがある。HPが0になると戦闘不能になり、全員が戦闘不能になるとゲームオーバーとなる。SPはダッシュや回避をすると消費し、しばらくすると自動で回復する。必殺技で消費したSPは自動で回復しない。最大値を上げるには料理のアイテムを使用する必要がある。
技アクション
プレイキャラにはそれぞれ固有の技とスキルがあり、敵を攻撃するたびに技の経験値がたまりレベルが上昇する。レベルを上げると威力が上がり新たな技を修得することがある。技はレベルアップだけでなく、開発や特定のイベントで修得することもある。
Break Rush（ブレイクラッシュ）
敵が出現すると、画面右端にいくつかの技のリストが表示される。表示された技を全て当てるとBreak Rushが発動し、攻撃力が大幅に上がる、倒した敵が必ずアイテムを落とす、HP・SP回復アイテムが出現するといった効果を得ることができる。ただし、表示途中にダウンすると最初からやり直しになる。
料理・調合・開発
各島で見つけた素材アイテムを組み合わせ、新たなアイテムを作ることができる。初期では該当するアイテムを持っていても作成することはできないが、特定のアイテムを作成することで新たに作成できるアイテムが増えていく。また、特定の素材アイテムを入手した際、新たな作成アイディアを閃くことがある。
宝の地図
敵を倒すとまれに宝の地図の破片を落とすことがある。敵によって落とす地図が決まっており、入手した破片はステータス画面で確認できる。地図を完成させると宝のありかが表示される。表示された場所でツルハシを使うと宝が出現し、珍しいアイテムや新たな設計図を入手できる。1枚でも破片を持っていれば完成していなくても宝を入手することができる。
ギャラリー
特定のアイテムを手に入れることにより解放される。登場キャラクターの姿を様々な角度から見られる「キャラクター」と、作中のBGMを聞ける「ミュージック」がある。

## 搭載モード
対戦モード
Wii版のみのモード。好きなキャラクターを選び、自由な対戦を楽しむことができる。シナリオモードでは使用できないボスキャラクターも使用できる。
サバイバルモード
通常の敵キャラクターを次々と倒していく「200人抜き」か、ボスキャラクターを連続倒していく「ボスラッシュ」の2つがある。ボスラッシュはアイテムを使えないが、10戦ごとにHPが回復する。

## ストーリー
ストーリーを通じて、原作にも登場した掛け合いや原作のストーリーを元にしたやり取りが数多く登場する。また、島々の各所にある石版を読むことで、今作で登場する古代文明の謎についてもある程度知ることができる。
エピソード１
偉大なる航路を航海中の麦わらの一味は、突如嵐に巻き込まれる。その時、竜巻の中に不思議な光を放つ物体を見つけたルフィは光る物体をつかもうとするが、逆に光る不思議な物体に吸い込まれてしまう。謎の空間に入り込んだルフィに、不思議な声がこの海域に古代文明の宝が眠っていることを語ってくる。その直後、海面から複数の島々が突如出現する。ルフィの元に突如現れた謎の生物「ガブリ」と共に島々に用意された試練を突破することでプレゼントが受け取れると知った一味は冒険に乗り出す。
試練をくぐり抜けた一味を待っていたのは巨大な樹であった。巨大樹はプレゼントを渡すと告げ、突然ガブリを吸収し記憶を解析する。しかし、麦わらの一味は海賊であり”悪”であると判断した巨大樹はプレゼントとして強大な魔人を生み出し、さらにガブリがその中に封じられてしまう。一味は敵を撃破しガブリを解放することに成功するが、直後に不意打ちから一味をかばったガブリは消滅してしまう。
エピソード２
消滅したかに見えたガブリは小さな宝玉になっていた。猛然と襲ってきた巨大樹の追撃から逃れた一味は、ガブリを元に戻すため、姿を変えた島々の試練に再び挑む。もとの姿を取り戻したガブリは、自分とかの魔人は同じ存在でありいずれひとつに戻らなければ消滅してしまうと明かし、また仲間を襲うぐらいなら消えてしまいたいと言い出すが、一味の説得により魔人に打ち勝つために強くなる道を選ぶ。
再び巨大樹の元を訪れた一味は魔人と対峙する。なおも海賊を悪と断じる魔人の糾弾を一蹴し、一味は魔人に隙を作りガブリを飛び込ませる。ガブリの意に反して魔人はさらに強化され一味に襲いかかるが、激闘の末ガブリの願いが通じ魔人は動きを止める。
巨大樹を離れたところで、ガブリは本来のプレゼント、すなわち願いを一つ叶えることができると申し出る。各々の欲が丸出しになる中、ルフィはガブリ自身の願いを叶えるよう勧める。ガブリの願いは、人間となり海賊王を目指してルフィ達と競争することだった。ルフィは「じゃあ次からは敵同士だ」と告げ、一味はガブリと別れる。仲間として一緒に冒険したい想いも捨てきれないガブリの精一杯の強がりを見抜いていたナミはため息をつくのだった。
その後、いつもの航海に戻った一味とは別の場所で、大海原に漕ぎ出す一人の人間がいた。

## キャラクター

### プレイアブルキャラクター
本作での麦わらの一味の衣装は何らかの生物をモチーフにしたオリジナル衣装になっている。全員の共通スキルとして、HPが減ると攻撃力・防御力・SP回復速度が上がる「覚悟」を持っている。
モンキー・D・ルフィ
声 - 田中真弓
本作の主人公。麦わらの一味船長。衣装のモチーフはライオン。長いリーチと高い攻撃力が特徴で、技のバリエーションも豊富。固有スキルは、対打撃・電撃防御力が上がる「ゴムゴムの体」と、タメ技の攻撃力が上がる「ゴムゴムの力」。
- 戦闘方法・姿：通常時・ギア（ギア2・ギア3・ギア2+ギア3）・ナイトメア・ルフィ
- スキル：ゴムゴムの体・ゴムゴムの力・覚悟
- 必殺技：通常時：ゴムゴムの暴風雨（ep1・ep2・SP）・ギア2（ep1・ep2・SP）・ゴムゴムの巨人の銃（ep2・SP）・ゴムゴムの巨人の回転弾（ep2・SP）、ギア2時：ゴムゴムの巨人のJET砲弾（ep1・ep2・SP）
- 合体技：ゴムゴムの三百煩悩攻城砲（ep1・ep2・SP）・三刀流ゴムゴムの悪魔風羊肉JET六百煩悩攻城砲（ep2 ・SP）・6億B・JACK POT（ep2・SP）

ロロノア・ゾロ
声 - 中井和哉
麦わらの一味戦闘員。衣装のモチーフはドラゴン。攻撃力は高く攻撃範囲も広いが、攻撃を終えると納刀する技が多いため隙ができやすい。固有スキルは、剣士（ボス以外）撃破時にSP回復アイテムを発生させる「剣豪」と、必殺技と合体技の攻撃力が上がる「極意」。
- 戦闘方法：三刀流・二刀流・一刀流・九刀流 阿修羅
- スキル：剣豪・極意・覚悟
- 必殺技：三・千・世・界（ep1・ep2・SP）・阿修羅 弌霧銀（ep1・ep2・SP）・阿修羅 魔九閃（ep2・SP）
- 合体技：ゴムゴムの三百煩悩攻城砲（ep1・ep2・SP）・三刀流ゴムゴムの悪魔風羊肉JET六百煩悩攻城砲（ep2・SP）・空軍パワーシュート大撃剣（ep2・SP）・6億B・JACK POT（ep2・SP）

ナミ
声 - 岡村明美
麦わらの一味航海士。衣装のモチーフは熱帯魚。敵からアイテムを盗む技を持つため、アイテム収集に便利。攻撃力は低いが、技の出が早い。サニー号ではデータセーブを担当する。固有スキルは、盗み成功確率を上げる「泥棒猫」と、雷属性の攻撃力が上がる「天気予報」。
- スキル：泥棒猫・天気予報・覚悟
- 必殺技：サンダーボルト=テンポ（ep1・ep2・SP）・シロモクバ1号（ep1・ep2・SP）・蜃気楼=テンポ"幻想妖精"（ep2・SP）
- 合体技：雷骨剣 革命舞曲ボンナバン（ep1・ep2・SP）

ウソップ
声 - 山口勝平
麦わらの一味狙撃手。衣装のモチーフはフクロウ。全キャラクター中最も遠距離攻撃に特化している。サニー号では開発を担当する。固有スキルは、攻撃アイテムの効果を上げる「戦いの算段」と、より複雑なアイテムが作れるようになる「開発」。
- 姿：通常時・そげキング
- スキル：戦いの算段・開発・覚悟
- 必殺技：通常時：ウソップパチンコ乱れ撃ち（ep1・ep2・SP）・そげキング（ep1・ep2・SP）・火の鳥星（ep2・SP）、そげキング時：ウソップパチンコ乱れ撃ち（ep1・ep2・SP）
- 合体技：ウソッチョハンマー彗星（ep1・ep2・SP）・雷骨剣 革命舞曲ボンナバン（ep1・ep2・SP）

サンジ
声 - 平田広明
麦わらの一味コック。衣装のモチーフはヤギ。リーチはやや短いが、技の出が早い。サニー号では調理を担当する。固有スキルは、空中にいる敵への追撃能力を上げる「黒足」と、より複雑な調理ができるようになる「調理」。
- 戦闘方法：通常時・悪魔風脚
- スキル：黒足・調理・覚悟
- 必殺技：通常時：仔牛肉ショット（ep1・ep2・SP）・悪魔風脚（ep1・ep2・SP）・最上級挽き肉（ep2・SP）、悪魔風脚時：悪魔風脚 仔牛肉ショット（ep1・ep2・SP）・悪魔風脚 最上級挽き肉（ep2・SP）・悪魔風脚解除（ep1・ep2・SP）
- 合体技：三刀流ゴムゴムの悪魔風羊肉JET六百煩悩攻城砲（ep2・SP）・空軍パワーシュート大撃剣（ep2・SP）・6億B・JACK POT（ep2・SP）

トニートニー・チョッパー
声 - 大谷育江
麦わらの一味船医。衣装のモチーフは恐竜。唯一アイテムを使わずに回復することができる。最も背が低いため低い位置にいる虫を捕まえやすい。サニー号では調合を担当する。固有スキルは、ステータス異常耐性を上げる「応急処置」と、より複雑な調合ができるようになる「調合」。
- 姿：頭脳強化・脚力強化・重量強化・ランブル（飛力強化・毛皮強化・腕力強化・角強化）
- スキル：応急処置・調合・覚悟
- 必殺技：通常時：実験!～回復薬～（ep1・ep2・SP）・ランブルボール（ep1・ep2・SP）・実験!～爆薬～（ep2・SP）、ランブル時：実験!～治療薬～（ep1・ep2・SP）・診断（ep1・ep2・SP）
- 合体技：ウソッチョハンマー彗星（ep1・ep2・SP）

ニコ・ロビン
声 - 山口由里子
麦わらの一味考古学者。衣装のモチーフはチョウ。技の出はやや遅いが、ハナハナの能力で相手を拘束できるため集団戦が得意。各島にある石板を読むことができる。固有スキルは、一度に攻撃できる対象が増える「ハナハナの力」と、必殺技の昏倒発生確率を上げる「サブミッション」。
- スキル：ハナハナの力・サブミッション・覚悟
- 必殺技：花鳥風月 曼珠紗華（ep1・ep2・SP）・百花繚乱 大樹（ep1・ep2・SP）・百花繚乱 大飛燕草（ep2・SP）
- 合体技：雷骨剣 革命舞曲ボンナバン（ep1・ep2・SP）・6億B・JACK POT（ep2・SP）

フランキー
声 - 矢尾一樹
麦わらの一味船大工。衣装のモチーフはサイ。技の出は遅いが、攻撃力は高く攻撃範囲も広い。各島で通れない場所があるとアイテムを使い道を作ることができる。固有スキルは、防御力が上がる「鉄人」と、建造物作成にかかるアイテムの消費を減らす「調達」。
- スキル：鉄人・調達・覚悟
- 必殺技：ヘビーヌンチャク（ep1・ep2・SP）・アルティメットハンマー（ep1・ep2・SP）・風来砲（ep2・SP）
- 合体技：6億B・JACK POT（ep2・SP）

ブルック
声 - チョー
麦わらの一味音楽家。本作でシリーズ初登場。衣装のモチーフはツバメ。ゾロと違い、攻撃力よりも手数に優れている。また、ジャンプ力が高く、唯一ダッシュで水上を移動できる。固有スキルは、ダッシュ時のSP消費が減る「身軽」と、斬撃の攻撃力が上がる「早斬り」。
- スキル：身軽・早斬り・覚悟
- 必殺技：眠り歌・フラン（ep1・ep2・SP）・鼻歌三丁 矢筈斬り（ep1・ep2・SP）・飛燕ボンナバン（ep2・SP）
- 合体技：雷骨剣 革命舞曲ボンナバン（ep1・ep2・SP）

### オリジナルキャラクター
ガブリ
声 - 釘宮理恵
尾田栄一郎描き下ろしの本作オリジナルキャラクター。
最初は「ガブガブ」としか喋れなかったため、ルフィに「ガブリ」と名付けられた。樹林島クリア後、言葉を話せる様になる。性格は子供のように純真であらゆることに興味を示す。アイテムを吸収して、特殊能力を生み出すことができ、各島のイベントポイントでガブリにアイテムを食べさせると新たな道を切り開いてくれる。
エピソード1の終盤において、監視者として遣わされていた事が判明。暴走した裁きの番人を止めるべく、捨て身の特攻を仕掛ける。
エピソード2開始時は水晶玉の姿となっているが、アイテムを吸収する事は可能。砂漠島クリア後に一新された姿で復活し、分離した裁きの番人と融合する為に、再び冒険に同行する事になる。

### ボスキャラクター
ルフィ達が冒険する各島には怪しげな樹木が配置されており、それを調べると木の実が産み落とされ、中からボスが出現する(隠しボスを生み出す樹木はやや色彩が異なる)。ルフィ達は「与えられた試練」として樹木から産み出される強敵達と戦うことになる。倒されたボスは木の実に含まれていた元の原液と思われる球体に変化し、それをガブリが吸収する事で、試練の報酬である宝箱に変化する。
これらの強敵達は本人ではなく、過去にルフィ達と戦ったり、出会ったりした記憶や情報を基に作りだされた仮想の存在である。外見・戦闘能力・性格面は本人とほぼ瓜二つであり、ルフィ達と会話することができる。木の実の内部でどの様に精製されているのかは作中では明かされていない。ただ、大抵は記憶や情報を基に精製されているのは明白であり、ロビンは「信じられないことだけど、私達に関係する人物のデータを世界中から収集したようね」と述べている。だが、戦闘能力を完全に再現できるわけでは無いらしく、エース・シャンクスとの戦闘後にルフィは「本物のエースはもっと強い」「本気のシャンクスがあんなに弱いわけが無い」と語っている。

#### エピソード1
バーソロミュー・くま
声 - 堀秀行
ステージ1「樹林島」の中ボスで、シリーズ初登場。
今作にて最初に戦うことになるボスキャラクター。移動速度が遅く、威力も低めに抑えられているが、レーザー・カウンター・連続攻撃といった一通り強力な技を持つほか、ダッシュからの瞬間移動も可能としている。
難易度ハード以降では、体力が半分を切ると必殺技の「熊の衝撃」を使用するようになる。なお、対戦モードで使用可能にするには、難易度ハードで倒す必要がある｡
エピソード2では難易度がアンリミテッドの時のみ、浮遊島における強制戦闘の雑魚敵として登場。また、彼と酷似したPX-1が各島に出現する。
エネル
声 - 森川智之
ステージ1「樹林島」の大ボス。今作では、扉絵連載に登場したロボット達を引き連れて立ちはだかる。
移動速度が速く、間合いを詰めてからの追い討ちや多段ヒットを得意とする。いずれの攻撃も雷属性であるため、攻撃を受けると麻痺してしまうことがある。体力が減ると、必殺技「2億V 雷神」を使用するようになる。なお、前作とは違い、心臓マッサージによる復活はしない。
バギー
声 - 千葉繁
ステージ1「樹林島」の隠しボスで、シリーズ初登場。前作では回想シーンのみだったが、今作ではボスキャラクターとして登場し、ルフィ達の前に立ちはだかる。
多段ヒットする技が多く、攻撃力・素早さ共に高い。ナイフで攻撃したり、腕や身体を飛ばすなど遠近共に強力な技を繰り出す。必殺技の「特製バギー玉」はこちらを捕捉する上に爆風も広い。
会話シーンでは、ルフィに「何だ、バギーか…」と軽く反応され、チョッパー・フランキー・ブルックからは鼻の事で散々いじられ、その事でルフィに笑われて逆上するなど、相変わらず滑稽な場面が見られる。
クロ、クリーク
声 - 橋本晃一、立木文彦
ステージ2「渓谷島」の中ボス。2体同時に相手する事になる。
クロはシリーズ初登場。動きが素早く、鍵爪で引っ掻いたり、飛び蹴りなどで攻撃するほか、瞬間移動からすれ違い様に斬りつけることもある。必殺技の「杓死」は、こちらを追尾しながら、瞬間移動からの斬りつけを連続で仕掛ける。
クリークはあまり積極的に行動しないが、耐久力があり、ほとんど怯まない。近距離では大戦槍を振り回し、ニードルマシンガンやスモールボムといった飛び道具も使いこなす。体力が半分を切ると猛毒ガス弾「M・H・5」を撃ってくるようになる。
卑劣な者同士としてお互いに似通っている面があるのか、会話シーンでは、互いに認め合っている節が見受けられる。
ゲッコー・モリア
声 - 宝亀克寿
ステージ2「渓谷島」の大ボスで、シリーズ初登場。多数の兵士ゾンビ・動物ゾンビを従えて登場する。特殊な会話シーンが展開される数少ないキャラクター。
常に後退しながら攻撃を仕掛け、さらには影武者を使って一撃離脱も駆使する曲者。技は影分身を繰り出して突撃させるか、影の蝙蝠を放つだけだが、いずれもこちらを追尾し、独特な動きをする。必殺技である「影の集合地」は特に脅威で、捕まるとそのまま強力な一撃を叩き込まれる。
会話シーンにて、ガブリを人質にしようとするが、ゾロ・サンジに間一髪で阻止された。あまりにも自己中心的な彼に対して、ブルックが本気で激怒する場面も見られる。
エピソード2では難易度がアンリミテッドの時のみ、沼地島における強制戦闘の雑魚敵として登場。
ナイトメア・ルフィ
声 - 田中真弓
ステージ2「渓谷島」の隠しボスで、シリーズ初登場。
エピソード1にて、最後に出現する隠しボス。パンチとフックを使い分けるほか、火の玉を吹き出す・弓矢を放つ・刀を降り下ろすなど、様々な技を繰り出す。今までのボスと比べても攻撃力が圧倒的に高く、どんな間合いからも攻撃することができる。特に必殺技は範囲が広く、多段ヒットもする。
原作でその力を目の当たりにしているせいもあり、ナミ・ウソップの二人は彼を見て非常に怯える場面が見られる。
エピソード2では一定条件を満たす事で、ルフィ自身も変身する事が可能。また、隠された宝箱を掘り出すことで、倒さなくても使用可能にすることができる。
ワポル
声 - 島田敏
ステージ3「氷山島」の中ボスで、シリーズ初登場。
両腕や口から砲弾を撃ったり、噛みつきなどで攻撃する。動きは遅いが、フィールド全体が吹雪で吹き荒れているため、SPを消耗しやすい戦いとなる。必殺技の「世にも恐ろしい“人間兵器”」は全身を兵器に変え、大砲を連射する。
会話シーンではヒルルクをヘボ医者呼ばわりして、チョッパーを激怒させるなど、卑劣さは本人と変わっていない。国王であることを鼻にかけるも、ナミからは「あんたが国王の時代はとっくの昔に終わったのに」と呆れられている。
スパンダム
声‐小野坂昌也
ステージ3「氷山島」の大ボスの一人。青キジと共に現れるが、ここでは2体同時に相手するのではなく連戦となる。
今作では、海兵ではなく多数のエージェント達を引き連れて登場し、自らも象剣「ファンクフリード」で攻撃するほか、必殺技として支援砲撃を要請してくる。だが、スパンダム自身は逃げ足こそ速いものの、攻撃力・防御力は他のボスと比べてもかなり低く、力押しでも難なく押し切れてしまう。
下劣な性格・間の抜けた言動である点も、本人とまるで変わっておらず、フランキーからは「相変わらずクズで節穴」と吐き捨てられている。そればかりか、人間の善悪がよく分からないガブリでさえも、彼に対しては「大嫌いだ」「本当にやな奴だった」と激しく非難している。
青雉
声‐子安武人
ステージ3「氷山島」の大ボスの一人。スパンダムを倒した直後にそのまま戦闘することになる。
前作と比べて弱体化しているが、回避率が高く、技の範囲も広いため。こちらを腕で凍らせたり、氷柱を砕いて刃を飛ばすといった、トリッキーな技を持つ。体力が減ると、必殺技「氷河時代」を発動し、前方に強力な範囲攻撃を繰り出す。
エピソード2では難易度がアンリミテッドの時のみ、スパンダムは砂漠島（その際、フランキーは「のこのこ出てきてんじゃねえ」と激怒している）、青キジは追憶の島における強制戦闘の雑魚敵として登場。
暴走チョッパー
声 - 大谷育江
ステージ3「氷山島」の隠しボス。
移動速度が遅く、技も少ないが、耐久力は非常に高く、ほとんど怯まないので、長期戦を強いられる。
エピソード2では難易度がアンリミテッドの時のみ、沼地島における強制戦闘の雑魚敵として登場。
また、エピソード1・2共に一定条件を満たす事で、チョッパー自身が変身することができる。
ポートガス・D・エース
声 - 古川登志夫
ステージ4「洞窟島」の中ボス。他のボスとは異なる、専用のバトルステージで戦うことになる。
俊敏な動きで攻めてくる為、全体的に技の隙が少なく、必殺技「火拳」も序盤から使用する。体力が半分を切ると、もう一つの必殺技「大炎戒 炎帝」も使用するようになる。
ボスキャラクターとしては珍しく、会話シーンではルフィと気軽に会話する場面が見られる。またルフィは彼の事を「気持ちの良い奴」と称している。
マーシャル・D・ティーチ（黒ひげ）
声 - 大塚明夫
ステージ4「洞窟島」の大ボスで、シリーズ初登場。
エピソード1のシナリオ上、最後の相手としてルフィ達の前に立ちはだかる。攻撃速度は遅めだが、一撃の威力はかなり高い。序盤はアッパー・右ストレートといった打撃技を中心に攻撃してくるが、体力が半分を切ると悪魔の実の能力を発動し、さらに強力な技を繰り出すようになる。
モリア同様、戦闘前に特殊な会話デモシーンが展開される。ガブリが彼の能力を目の当たりにしたことにより、人間の恐怖を刻み付けられる場面が見られるが、後にこの出来事が災いして裁きの番人（後述）を生み出す元凶となる。
魔人
声 - 郷里大輔
ステージ4「洞窟島」の隠しボスで、前作『アンリミテッドアドベンチャー』のラストボス。
移動速度はかなり遅いが、遠近共に強力な技を持っており、耐久力・技の威力もそれなりにある。必殺技の「天変地異」は自身の周囲に光の柱を連続で発射する。なお前作とは異なり、邪念の魔獣には変身しない。
裁きの番人
声 - 長嶝高士
最終ステージ「中央の島」の中ボスで、エピソード1のラストボス。
黒ひげの闇を見たガブリから生み出された、破壊の化身とも言うべき存在。大きな鉄槌を携えており、肩にガブリを閉じ込めている。
鉄槌を振り降ろしたり、邪悪な光による様々な攻撃を仕掛ける。必殺技の「終極の光」は邪悪な光を集めてから広範囲に放つ強力な技だが、発動するまでの時間が長い。
エピソード2でも島の力を吸収して復活し、再びルフィ達の前に立ちはだかる。
アーロン
声 - 小杉十郎太
ボスラッシュに出現するキャラクター。今作ではボスキャラクターとしては登場せず、エピソード1の本編にも登場しない。
主に突進系の技を繰り出し、近距離では歯ガム・ウォーターショットを使い分ける。必殺技はキリバチを持って回転攻撃を仕掛ける。同モード内で倒す事により、対戦モードで使用可能になる。
エピソード2では難易度がアンリミテッドの時のみ、追憶の島における強制戦闘の雑魚敵として登場。
カルガラ
声 - 柴田秀勝
アーロン同様、エピソード1の本編には登場しないキャラクター。ボスラッシュに出現する点も同様。攻撃速度・移動速度共に速く、槍を使ったトリッキーな攻撃を繰り出す。必殺技の「大戦士の鉄槌」は、前方の三方向に鉄球を降り下ろして攻撃する。こちらも同モード内で倒せば、以降は対戦モードで使用可能。
エピソード2では難易度がアンリミテッドの時のみ、浮遊島における強制戦闘の雑魚敵として登場。

#### エピソード2
ユースタス・キャプテン・キッド
声 - 浪川大輔
ステージ6「砂漠島」の中ボス。シリーズ初登場にして、アニメに先駆けて出演。
何処からともなく金属を引き寄せては、前方に飛ばしたり、手に変化させてからのなぎはらいや叩きつけで攻撃してくる。体力が半分を切ると攻撃のバリエーションが増え、必殺技として巨大な手に変化させて叩きつける。
サー・クロコダイル
声 - 大友龍三郎
ステージ6「砂漠島」の大ボス。
強力な近接攻撃「砂嵐」を頻繁に放ちながら、遠距離攻撃「砂漠の宝刀」で追い打ちをかける。体力が半分を切ると毒攻撃を繰り出すようになるほか、必殺技の「千割　浸食輪廻」も使用するようになる。
登場時に海賊船を砂の中に一瞬にして沈めるという、悪魔の実の能力の脅威さを見せ付けている。
ネフェルタリ・ビビ
声 - 渡辺美佐
ステージ6「砂漠島」の隠しボス。今作では、多数のアラバスタ兵を引き連れて登場。全ボスキャラクターの中で、唯一の女性キャラである。
本来ならばルフィ達の仲間に当たる彼女だが、ここでは試練という関係上、ルフィ達をアラバスタを脅かす敵と見なし襲い掛かって来る（ゾロ曰く「こちらの都合のいい様に事を運ぶ訳が無い」とのこと）。
耐久力は低いが、絶え間ない連続攻撃を繰り出してくる上、アラバスタ兵が割り込んで来ることも多いため、全体的に隙は少ない。体力が半分を切ると、必殺技としてカルー（声‐粗忽屋）を呼び出し、援護攻撃をさせてくる。ただし、アラバスタ兵を一定数倒すと、体力が減っていなくてもパワーアップする。
スモーカー
声 - 大場真人
ステージ7「追憶の島」の中ボス。今作では、多数の海兵を引き連れて登場する他、准将時代の姿になっている。
動きが素早く、遠近共に強力な技を持つ強敵。十手による攻撃は、悪魔の実の能力者(ルフィ・チョッパー・ロビン・ブルック)に対して大きなダメージを与える。体力が半分を切ると、必殺技の「ホワイト・アウト」を使用するようになる。ビビ同様、海兵を全滅させると、体力が減っていなくてもパワーアップする。
ジュラキュール・ミホーク、シャンクス
声 - 青野武、池田秀一
ステージ7「追憶の島」の大ボス。今作では、2体同時に相手する事になる。
ミホークはあまり積極的に行動しないが、小刀による素早い攻撃を放つ。体力が半分を切ると、背中の黒刀も攻撃に使用するようになり、遠距離から斬撃を飛ばしたり、ダッシュからの払い斬りを繰り出してくる。必殺技の「黒刀・剣王」は前方の３方向に斬撃を発生させる。
シャンクスは一撃の威力が高く、遠距離からも強力な一閃突きを放ってくるため、離れていたとしても油断は出来ない。また覇気を受けると気絶する事がある。体力が半分を切ると、必殺技の「天をも割る一撃」を使用するようになり、前方に強力な衝撃波を繰り出す。
登場時に、両者が互いに剣を抜いて互角に打ち合う場面を披露するほか、会話シーンでも、ミホークがルフィ達を「若き力」と称して実力を認めていたり、シャンクスがルフィと気軽に会話する場面が見られる。
ロブ・ルッチ（人型）、パウリー
声 - 関智一、吉水孝宏
ステージ7「追憶の島」の隠しボス。今作では、2体同時に相手する事になる。
本来ならばパウリーは味方に当たる人物だが、やはり試練という関係上、ルフィ達を敵と見なして襲いかかる（ただし原作でも一時的ではあるが、ルフィ達と敵対する場面が存在する）。
パウリーは、ロープで突き飛ばしたり、捕らえて投げたりなど、中距離からの攻撃を得意とする。体力が減ると、必殺技の「シュラウズ・アンド　ラットリン・ノット」を使用するようになる。
人型のルッチは、全ボスキャラクターの中で、唯一必殺技がない。しかし連続攻撃・遠距離攻撃・空中攻撃の全てを兼ね備えている。
ロブ・ルッチ（人獣型）、カク
声 - 関智一、置鮎龍太郎
ステージ8「沼地島」の中ボス。今作では、2体同時に相手する事になる。
カクは長身を生かした範囲の広い技を繰り出す。中でも嵐脚手裏剣は、一度当たると立て続けに当たり、一気に体力を削られる。体力が減ると、空中攻撃やダッシュ攻撃を織り交ぜるようになるほか、必殺技の「周断」を使用するようになる。体力は低い。
人獣型のルッチは、素早い攻撃で翻弄してくる。体力が半分を切ると、遠距離攻撃を放ったり、空中攻撃も織り交ぜるようになる。さらに体力を減らすと必殺技の「生命帰還・紙絵武身」を発動し、圧倒的な速さで苛烈な攻撃をするようになる。
登場時にルッチが、カクのパスタマシンを見て一瞬躊躇する場面を見せる。
オーズ
声 - 粗忽屋浜田山店
ステージ8「沼地島」の大ボスで、シリーズ初登場。他のボスとは異なる、専用のバトルステージが存在する。
エピソード１でモリアが登場した際、ナミが「あのカイブツ（オーズと思われる）まで出てくるんじゃないでしょうね」と発言するがまさかの登場である。
行動パターンは単純だが、非常に攻撃力が高いため攻撃を喰らうと一撃で倒されることもある。体力が半分を切ると、必殺技も使用する。覗き込んだ時・ゴムゴムの尻モチを放った際に、弱点である顔面を晒す。ゾンビであるためソルトボールがよく効く。また、体力が減ってくると腹部に穴が開き、内部にモリアの姿が見える。
他のボスとは異なり、プレイヤーキャラクターとしての使用はできない。
エドワード・ニューゲート（白ひげ）
声 - 有本欽隆
ステージ8「沼地島」の隠しボス。
攻撃速度・移動速度は遅いが、巨体にふさわしい異様な攻撃力と耐久力を併せ持つ強敵。手にした薙刀で豪快かつ重たい一撃を繰り出してくる。
前方に強力な衝撃波を放つ必殺技の「薙刀・羅刹」は、喰らうと一撃で倒されてしまうこともある。難易度が上がると、体力が半分を切ることで必殺技を頻繁に使用する。
なお、彼が出現するエリアへの道は、パワー掃除機でも吸い込めない緑の毒ガスで塞がれているため、ハイパワー掃除機を入手するまでは戦うことができない。
ドンキホーテ・ドフラミンゴ
声 - 田中秀幸
ステージ9「浮遊島」の中ボスで、シリーズ初登場。時期系列では、ルフィ達とまだ接点が無かった唯一のキャラクターである。
その前に、イベントを発動した直後にPX-1が3体出現(難易度が上がると5体)するため、戦うには彼らを全て倒さなくてはならない（イベントシーンにおける、サンジの台詞に彼等を容易に倒すヒントがある）。
ルフィ達のうち誰か1人を操って攻撃させるという必殺技を持ち、自身も腕でなぎはらったり、足で踏みつけて攻撃してくる。操られたキャラクターを倒すと戦闘不能になり、倒してもすぐに別のキャラクターを操って来る(７人まで)。体力が半分を切ると、配下であるベラミー（声‐高木渉）も呼び出して援護攻撃をさせてくるため、常に2対1の状況を強いられる。
黄猿
声 - 石塚運昇
ステージ9「浮遊島」の大ボス。シリーズ初登場にして、アニメに先駆けて出演。
エピソード2のシナリオ上、最後の相手としてルフィ達の前に立ちはだかる。なお、他のボスとは異なり、島ではなくサウザンドサニー号での戦闘になる。
攻撃力・移動速度共に高く、大将の肩書に恥じぬ戦闘能力を持つ。巧みに瞬間移動しながら、高速の蹴り・爆発するレーザー攻撃を仕掛けてくるほか、指先からレーザーを撃つこともある。足を止めることが少なく、攻撃してもほとんど怯まない。蹴りを放って脚を降ろす瞬間が、数少ない反撃のチャンスとなる。
体力が半分を切ると、爆発するレーザーを溜めてから繰り出すようになる。この間はこちらの攻撃が完全に無効化される。また、必殺技として両手から光の柱を放つようになり、これに当たると動きを封じられて、そのまま光の剣で斬られてしまう。
会話シーンでもルフィ達を恐怖に陥れており、ガブリですら「こいつ、危険だ…!」と恐怖心を露にしている。
モンキー・D・ガープ
声 - 中博史
ステージ9「浮遊島」の隠しボスで、シリーズ初登場。
エピソード2にて最後に出現する隠しボス。並外れた耐久力を誇り、長期戦は避けられない。瞬間移動してから拳で殴り付けたり、砲弾を投げつけて攻撃してくる。特に砲弾を投げる攻撃は一度当たると連続で喰らう上に、チョッパーのガードポイントでもダメージを軽減することができない。ただし、攻撃速度は全体的に遅めなので、動作を見切って確実に回避することが求められる。また、眠りの状態異常にかかりやすいという弱点もある。
最高難易度のアンリミテッドでは、体力が半分を切ることで必殺技として特大鉄球を投げつけてくる。範囲は狭いが、喰らうと大ダメージを受ける。なお、彼を対戦モードで使用可能にするには、アンリミテッドで倒さなければならない。
なお、隠しボスとの会話は基本的に効果音的なボイスしか流れないが、ガープの場合フルボイスで会話が流れる。
Mr.2 ボン・クレー
声 - 矢尾一樹
ボスラッシュに出現するキャラクター。今作ではボスキャラクターとしては登場しない。動きこそは素早いものの、攻撃力は低く、前作よりも大幅に弱体化している。同モード内で倒す事で、対戦モードで使用可能になる。
エピソード2本編でも、難易度がアンリミテッドの時のみ、砂漠島における強制戦闘の雑魚敵として登場。
邪念の魔獣
声 - 郷里大輔
ボスラッシュのみに出現するキャラクターで、前々作『アンリミテッドアドベンチャー』のラストボス。今作ではボスキャラクターとして登場せず、魔人も変身することがない。
ボスキャラクター達の必殺技を、通常技として使いこなす。同モード内で倒せば、以降は対戦モードで使用可能になるが、エピソード2のボスラッシュは最高難易度のアンリミテッドでないと挑めないため、彼と戦うのはかなり後となる。
裁きの番人
声 - 長嶝高士
最終ステージ「中央の島」の中ボスで、エピソード1のラストボス。
島の力を吸収して復活を遂げ、ガブリを回収するべく襲い掛かってくる。行動・使用する技は前作と同様だが、体の色彩が異なる他、肩の部分が、倒されたボスが変化した球体となっている。
滅びの鬼神
声 - 長嶝高士
最終ステージ「中央の島」の大ボスで、エピソード2のラストボスにして本作全体のラストボス。
裁きの番人がルフィ達と戦った時のデータを再分析し、それに対応可能な様に進化を遂げた姿。装甲を脱ぎ捨てたため、動きが俊敏になった反面、防御力が大幅に低下している。
ルフィ達の技のみならず、ボスキャラクター達の技や武器も会得しており、それらを自在に操って様々な攻撃を繰り出してくる。体力を減らすごとに技のバリエーションが増えていき、攻撃もより熾烈になっていく。必殺技の「力の暴走」はボスキャラクター達の必殺技を連続で放つという強力な攻撃だが、前方向にしか攻撃しないという欠点がある。
ルフィ達を終始悪と見なして排除しようとしていたが、実は彼自身がルフィ達の団結力・戦闘力を非常に恐れており、滅ぼそうとしたのは彼の防衛本能によるものだったことが明かされる。最終的にガブリが彼の暴走を抑える形で融合し、再び一つになる事が出来た。そしてガブリから全ての真相を明かされた際に、チョッパーは「あいつも怖かったんだな…俺達の事が…」と同情の念を見せていた。

### 敵キャラクター
どろのくぐつ
全ての島に出現する人形のような姿をした島の一部。本作の登場する敵は全てこの人形が姿を変えたもので、場所・状況に応じさまざまな姿になる。
一般海兵
接近してサーベルできりつけてくる。盾を持ったシールド海兵もいる。
エージェント
ライフル銃で遠距離から攻撃してくる。
バズーカ海兵
一般海兵よりも大柄な体格。バズーカを撃ってくる。
海兵隊長
マントを羽織った海兵。部下を指示しながら自らも攻撃を仕掛けてくる。
二式エージェント
六式の「剃」と「嵐脚」を使ってくる。
PX-1
バーソロミュー・くまの姿をした人間兵器「パシフィスタ」。赤い変種くぐつが変化したもので、通常敵キャラクターでは並外れた耐久力を誇り、体力が減ると暴走しビームを連発してくる。
サーベル海賊
天井から突如出現することがある。
ピストル海賊
二丁拳銃で攻撃してくる。
ナックル海賊
腕につけたナックルダスターで攻撃してくる。
アラバスタ兵
柄の長い武器で攻撃してくる。
バロックワークス
アラバスタ兵に成りすましたバロックワークスの構成員。ピストルを隠し持っている。
神兵
スカイピアの兵士。斬撃貝を使ってくる。
ロボット
エネルの扉絵連載で登場した小型のロボット兵士。
兵士ゾンビ
動きは遅いが大勢で襲い掛かってくる。
動物ゾンビ
リスのような姿をしたゾンビ。
将軍ゾンビ
甲冑を纏っているため耐久力が高く、剣の攻撃力も高い。
剣の魔人兵
前作に登場した魔人配下の兵士。剣を振り回しながら攻撃してくる。
拳の魔人兵
拳を遠距離から飛ばしてくる。
塊の魔人兵
体を球状に変化させ襲いかかってくる。
護の魔人兵
硬い体を叩きつけてくる。
碧の魔将
海列車の「ロケットマン」に変形し突進してくる。
紅の魔将
炎上効果を持つバズーカを撃ってくる。
紫の魔将
砲台から大砲を撃ったり、体をバネに変え襲い掛かってくる。
ガイモン
ランダムで低確率で出現する。珍しい宝の地図を持っている。

### 隠れキャラクター
- パンダマン
- ユルスマジマスク

## 舞台
一つの島を冒険する前作から、本作は複数の島を冒険する構成になっており、拠点も島内のキャンプ地からサウザンドサニー号に変わっている。
サウザンドサニー号
原作でおなじみの麦わらの一味の海賊船で本作の冒険の拠点。船の内装はほぼ正確に再現されており、一人称視点で船を探索することができる。フランキーがかけた鍵をガブリが食べてしまったため、開始当初は一部の部屋や施設が使用できないが、シナリオを進めていくと徐々に開放されていく。自分が操作するキャラ以外は船のどこかにおり、停泊している島や操作しているキャラによって会話が異なる。2周目プレイ時は衣裳部屋でコスチュームを変えることができる。アクアリウムバーには各島で釣り上げた水中生物を入れることができる（海王類は除く）。ただし、サメなどの獰猛な魚を入れるとほかの魚を捕食してしまうため注意。
ナンデモ砲
フランキー一家名物の大砲。中盤から使えるようになり、設置すると各島の特定の場所にショートカットできる。

樹林島
エピソード1に登場。最初に訪れる島で大きな仕掛けは特になく、海岸と森のエリアに分かれている。
渓谷島
エピソード1に登場。島中のあちこちからゾンビが突如出現する。島の奥には遺跡がある。島のあちこちに壊せない岩があり、ボスを倒すなどの条件で岩の場所が変化する。
氷山島
エピソード1に登場。吹雪の影響で洞窟の外にいると、SPが自動回復しない。洞窟内では天井からツララが落ちてくる。
洞窟島
エピソード1に登場。島全体が巨大な洞窟になっており、ナンデモ砲や新兵器“クワガタ”が使用不可。最深部には溶岩地帯が広がっている。島の各所でルフィが「どこかで見たことがある」という旨の発言をする。
砂漠島
エピソード2に登場。砂漠が見渡す限りに広がっている。砂丘で視界が制限され、流砂に落ちてしまうと大ダメージを受ける。
追憶の島
エピソード2に登場。美しい砂浜が広がる島。シャークサブマージ3号を使い、地下のエリアに移動することができる。
沼地島
エピソード2に登場。常に雨が降っている薄暗い湿地帯。水辺が多いため島の奥に行くにはミニメリー2号が必要になる。
浮遊島
エピソード2に登場。島全体が浮かんでいる空島。島最上部の遺跡には強敵のパシフィスタが大量に出現する。
中央の島
エピソード1・2に登場。シナリオに最後に上陸する島。発動ポイントに続く一本道があるだけ。

## アイテム
下記以外では各島で集める素材アイテムがあり、開発や料理の材料となる。冒険ツールを除く各アイテムには6種類の属性（青、緑、赤、白、黒、金）があり、ガブリに食べさせる「ポイント化」の種類と数値が設定されている。アイテムバックに入りきらないアイテムはサニー号の倉庫に保管することができる。

### 冒険ツール
冒険を進める上で欠かせない便利アイテム。設計図や特定の素材アイテムで強化することができる。
掃除機 /パワー掃除機 / ハイパワー掃除機
草や粉からアイテムを吸い出すことができる。また、触れるとダメージを受ける毒の霧を吸い込むことができる。
虫取りアミ / 強化虫取りアミ
虫を捕まえることができ、ザコ敵に振るとアイテムを落とすことがある。虫を捕まえる際は気付かれないようゆっくり近づきアミを振る。また、一部の虫が特殊行動をしている時に捕まえようとすると壊れることがある。
釣りざお / 大物用釣りざお / 海王類用釣りざお
サニー号や各島の釣りポイントで釣りができる。場所や投げ入れる位置によって釣れる生物が決まっている。釣り糸を強化すると投げられる距離が長くなり、竿を強化すると逃げられにくくなる。たまに釣りポイントに波紋がある時があり、そこに浮きをあわせるとお宝をサルベージすることができる。サニー号では海王類を釣ることができ、海王類がヒットすると固有のセリフがでる（こいつは大物だなど）。
ツルハシ / 強化ツルハシ
地面を掘ったり×印がついた岩を壊すことができる。敵に攻撃することもできる。

### 攻撃アイテム
アイテムパレットに装備して使うと一部の攻撃に属性が加わるアイテム。また、開発の材料になるものもある。
黒色火薬 / 爆弾 / 強化爆弾
爆発の追加効果が加わる。
炎燐の粉末 / 発火装置 / 炎貝
炎上の追加効果が加わる。
雷燐の粉末 / 電池 / 雷貝
マヒの追加効果が加わる。
氷燐の粉末 / 瞬間冷却玉
氷結の追加効果が加わる。
げき薬玉
毒の追加効果が加わる。
塩玉（ソルトスター）
ゾンビ系の敵に与えるダメージが増え、倒した後に影を落とす。
ねむり薬玉
眠りの追加効果が加わる。

### 回復アイテム
HPやSP、状態異常を回復することができるアイテム。チョッパーの調合でつくることができる。
ヒールカプセル / ヒールドリンク / ヒールキャンディー
HPを回復する。
スタミナカプセル / スタミナドリンク / スタミナキャンディー
SPを回復する。
ミックスカプセル / ミックスドリンク / ミックスキャンディー
HPとSPを回復する。
どくけしパウダー
毒状態を回復する。
防寒クリーム
しばらく寒さに強くなる。
保存食
HPを回復し、わずかに上限値も上がる。
気付け薬
戦闘不能状態の仲間のHPを半分回復する。
復活の秘薬
戦闘不能状態の仲間のHPを全回復する。

### その他アイテム
新兵器“クワガタ”
強力なゴムの反動を利用して人を飛ばす兵器。これを使い島の各地点から船まで一瞬で戻ることができる。原作でも登場した。
トラップ / 強化トラップ
サニー号や各島にある設置ポイントにトラップを仕掛け陸上生物を捕まえることができる。この方法でしか捕まえられない生物がいる。
シロップ
料理の材料になる。調合で作成する。

## ONE PIECE アンリミテッドクルーズ スペシャル
2011年5月26日に発売されたエピソード1・2を一つにまとめたニンテンドー3DS用ソフト。マリンフォード頂上戦争のストーリーを体験する「マリンフォードモード」が追加されている。Wii版と違い1人用となっているため、対戦モードは収録されていない(サバイバルモードは収録されている)。セーブデータは両編一つずつセーブでき、一つのソフトでデータの引継ぎが可能になっている。上画面がプレイ画面になっており、下画面にはマップやアイテムが表示される。
2011年3月に公開された劇場版第11作『ONE PIECE 3D 麦わらチェイス』との連動イベントがあり、劇場配布されたカードに同封された宝の地図が描かれた場所をゲーム内で掘ると宝箱が出現し、サニー号に戻るとイベントが発生する。

### マリンフォードモード
原作のマリンフォード頂上戦争を追体験する3DS用モード。ルフィ&インペルダウン脱出組・白ひげ海賊団・海軍・王下七武海・黒ひげ海賊団・赤髪海賊団の6つのルートを選択でき、ステージによって操作キャラが変化し、勝利条件もそれぞれ異なる。各バトルポイントの勝利条件を満たすと新たなバトルポイントが出現する。またイベントシーンではルフィ&インペルダウン脱出組を中心に原作を再現したCGムービーが挿入される。

### キャラクター（スペシャル）
ルフィ&インペルダウン脱出組

モンキー・D・ルフィ
声 - 田中真弓
エンポリオ・イワンコフ
声 - 岩田光央
ジンベエ
声 - 宝亀克寿
サー・クロコダイル
声 - 大友龍三郎
バギー
声 - 千葉繁

白ひげ海賊団

白ひげ
声 - 有本欽隆
マルコ
声 - 森田成一
ポートガス・D・エース
声 - 古川登志夫
ジョズ
声 - 長嶝高士

海軍

青雉
声 - 子安武人
黄猿
声 - 石塚運昇
赤犬
声 - 立木文彦
モンキー・D・ガープ
声 - 中博史
スモーカー
声 - 大場真人

王下七武海

ジュラキュール・ミホーク
声 - 青野武
ドンキホーテ・ドフラミンゴ
声 - 田中秀幸
バーソロミュー・くま
声 - 堀秀行
ゲッコー・モリア
声 - 宝亀克寿
ボア・ハンコック
声 - 三石琴乃

黒ひげ海賊団

黒ひげ
声 - 大塚明夫

赤髪海賊団

シャンクス
声 - 池田秀一

CGムービーのみ

センゴク
声 - 石森達幸
コビー
声 - 土井美加
スクアード
声 - 佐々木誠二